# Giacomo Casanova
« Casanova » redirige ici. Pour les autres significations, voir Casanova (homonymie).
Giacomo Girolamo Casanova [ˈd͡ʒaːkomo d͡ʒiˈrɔːlamo kazaˈnɔːva], né le 2 avril 1725 à Venise (république de Venise, actuellement en Italie) et mort le 4 juin 1798 à Dux (Royaume de Bohême, actuelle Tchéquie), est un aventurier vénitien. Il est tour à tour violoniste, écrivain, magicien (dans l'unique but d'escroquer Madame d'Urfé), espion, diplomate, puis bibliothécaire, mais revendique toujours sa qualité de « Vénitien ».
Il utilise de nombreux pseudonymes, le plus fréquent étant le chevalier de Seingalt (prononcer Saint-Gall) ; il publie en français sous le nom de « Jacques Casanova de Seingalt ».
Casanova laisse une œuvre littéraire abondante, notamment ses mémoires connus sous le titre Histoire de ma vie — l’édition complète en français fait environ 4 000 pages. Surtout, le nom de cet aventurier est devenu synonyme de « séducteur » des femmes, et ce par tous les moyens, même malhonnêtes. Histoire de ma vie, rédigée en français et considérée comme l'une des sources les plus authentiques concernant les coutumes et l'étiquette en usage en Europe au XVIIIe siècle, mentionne ainsi cent quarante-deux femmes avec lesquelles il aurait eu des relations sexuelles, dont des filles à peine pubères et sa propre fille, alors mariée à l'un de ses « frères », avec laquelle il aurait eu le seul fils dont il eût connaissance, si l'on en croit son témoignage.
Bien que ce séducteur soit souvent comparé à Don Juan, sa vie ne procédait pas de la même philosophie car il n'était pas un collectionneur compulsif. Parfois présenté (ainsi dans le film Le Casanova de Fellini) comme un pantin ou un fornicateur mécanique, qui se détourne de sa conquête dès lors qu'elle s’est donnée à lui, il n'en était rien, il s'attachait, secourait éventuellement ses conquêtes. Personnage historique et non de légende, jouisseur et exubérant, il vécut en homme libre, tant de pensées que de comportements, et ce tout au long de sa vie, des premiers succès de sa jeunesse à sa longue déchéance. Il est le frère du peintre Francesco Casanova.

« L'homme ne peut jouir de ce qu’il sait qu’autant qu’il peut le communiquer à quelqu'un. »

— L’Icosaméron

## Enfance (1725-1740)

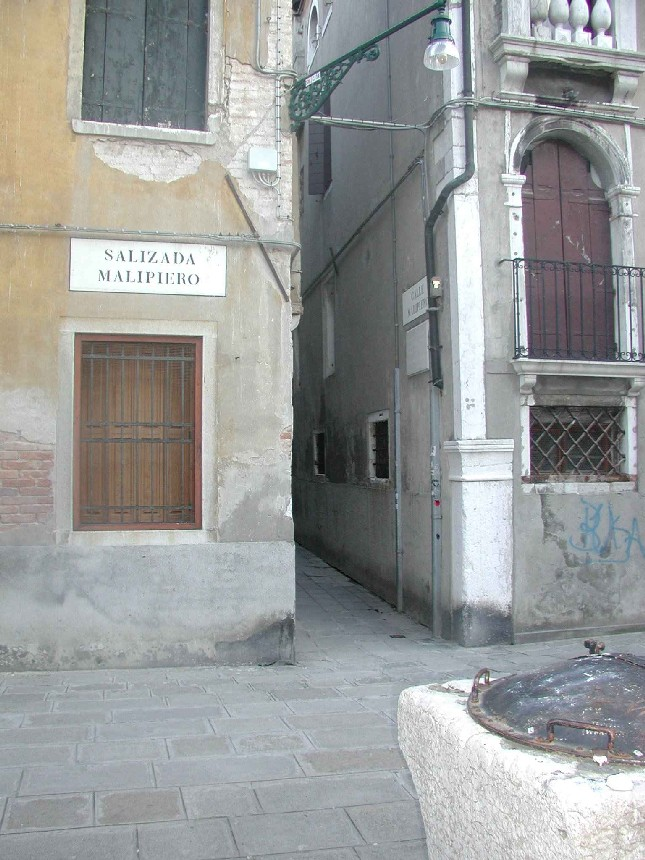
Rue Malipiero à Venise.

Fils aîné de Gaetano Casanova, comédien à Venise, et de Zanetta Farussi (it), fille de cordonnier puis actrice, Giacomo naît, en avril 1725,  au no 2993 rue de la Comédie (aujourd'hui rue Malipiero près de l'église San Samuele où il est baptisé). 
Le biographe J. Rives Childs (en) doute de cette généalogie racontée dans Histoire de ma vie : « il y a de fortes raisons de croire qu’il ne peut être le fils de Gaetano mais celui d’un patricien de Venise, Michele Grimani (it), dont le frère, l’abbé Alvise Grimani deviendra le tuteur de Jacques ». 
Enfant chétif et malade, il a comme frères et sœurs Francesco Giuseppe (1727–1803), Giovanni Battista (1730–1795), Faustina Maddalena (1731–1736), Maria Maddalena Antonia Stella (1732–1800) et Gaetano Alvise (1734–1783). 
Durant son enfance, il est entouré de femmes qui jouent un rôle primordial pour lui, notamment sa grand-mère maternelle, Marsia Farusso, qui l'élève de 1725 à 1734 car ses parents sont le plus souvent partis en tournée. 

De 1734 à 1742, il fait de brillantes études à l'école de l'abbé Gozzi puis à l'Université de Padoue au cours desquelles il étudie la chimie, les mathématiques, la philosophie et le droit. 

## État ecclésiastique (1740-1744)
Se destinant à l'état d'avocat ecclésiastique, il  obtient un doctorat en droit civil et droit canonique à l'université de Padoue, en juin 1742 (à dix-sept ans).
Il reçoit la tonsure le 14 février 1740 puis les quatre ordres mineurs le 22 janvier 1741, devenant abbé de l'église San Samuele mais sa carrière ecclésiastique est vite compromise. Il doit renoncer à sa fonction de prédicateur à San Samuele à la suite d'un sermon catastrophique qu'il prononce ivre. Mais il poursuit sa carrière dans l'Église parmi les prélats de Venise grâce à son protecteur, le sénateur Malipiero (qui le chasse de son palais lorsqu'il découvre que Casanova a une liaison avec Thérèse Imer, sa protégée), à Naples puis Rome où il plaît au cardinal Acquaviva au service duquel il entre et chez qui il loge. Bien accueilli par Benoît XIV, il semble destiné à un brillant avenir lorsqu’il tombe soudainement en disgrâce en 1744, après la découverte du rapt de la fille de son professeur de français qu'il cache dans le palais d'Acquaviva.

## Une vie d'aventures
Contraint à abandonner la soutane, il entame alors en 1745 sa vie d’aventures, exerçant de nombreuses activités — violoniste, joueur professionnel, escroc, financier, bibliothécaire, etc. —, sillonnant dans son Grand Tour l’Europe du XVIIIe siècle, passant des prisons aux cours de souverains, vivant d’expédients. La recherche du plaisir mène sa vie, et pour l’atteindre, il ne dédaigne pas de flouer les dupes et de se moquer des lois.

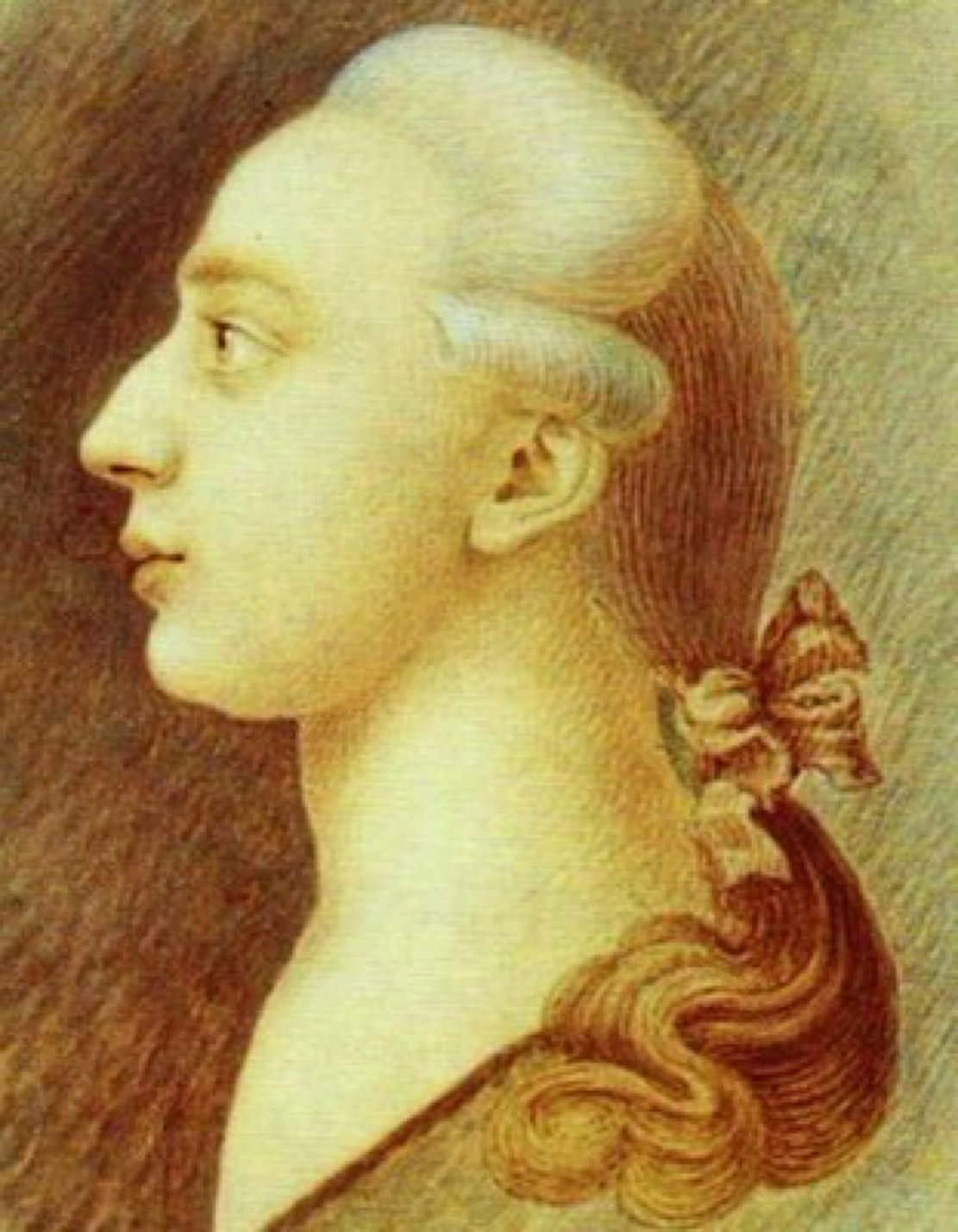
Casanova jeune peint par son frère Francesco (entre 1750 et 1755).

Au terme d'une brève carrière militaire dans la marine, où il devient enseigne de vaisseau, il démissionne, vexé de n'avoir pu obtenir le grade de lieutenant de vaisseau. Occupant en 1746 un emploi de violon au théâtre de Saint-Samuel de la famille Grimani, il devient le sauveur du sénateur sybarite Matteo Bragadin, persuadé d'avoir été guéri par les sciences occultes auxquelles Casanova se prétend initié. Le sénateur l'adopte, le traite comme son fils et contribue considérablement à sa fortune financière, le soutenant jusqu'à la fin de sa vie et lui permettant de mener une vie de folie et de désordre. Il est à cette époque mêlé à des affaires de jeu à Venise, ce qui lui vaut une réputation sulfureuse.
Lors de son premier séjour à Paris en juin 1750, accompagné par son meilleur ami Antonio Balletti, il est accueilli en tant que fils de comédiens dans un cercle de comédiens italiens, logeant d'abord chez Mario et Silvia Balletti, dont la fille Manon Balletti vivra une histoire d'amour platonique et sera fiancée avec le grand séducteur. N'ayant pas de protecteur, connaissant mal la langue et les codes de la mondanité, il ne parvient pas à pénétrer dans les milieux aristocratiques. Il fait la connaissance de Claude-Pierre Patu qui l'initie aux plaisirs parisiens.
Revenant à Venise en 1755, il y rencontre un autre libertin, l’abbé de Bernis, académicien et futur cardinal, ambassadeur à Venise du roi de France Louis XV avec qui il partage durant plusieurs mois les faveurs d’une religieuse (Marina Maria Morosini, nonne du couvent des Anges de Murano qui finit par avouer à Casanova que leurs ébats sont depuis le début observés par l'ambassadeur voyeuriste à travers une tapisserie percée d’une multitude de trous minuscules) qu’ils retrouvent alternativement dans un casin – sorte de garçonnière cossue. L’abbé de Bernis rentre en France. À la suite de ses frasques amoureuses et financières, de ses prises de position subversives, Casanova aurait dû fuir Venise, comme Bragadin le lui propose. Mais il refuse et il raconte dans ses Mémoires que les inquisiteurs d’État le font arrêter pour libertinage, athéisme, occultisme et appartenance maçonnique, et enfermer le 26 juillet 1755 dans la célèbre prison vénitienne des Plombs – surnom donné aux prisons de Venise à cause de la couverture des toits en plomb, qui transmettait le froid en hiver et la chaleur en été. Ni ses puissants soutiens, ni son insistance à clamer son innocence ne peuvent faire obtenir sa libération. Cependant il raconte qu'à force de travail, de courage, d’ardeur, avec, pour seule pensée, l’espoir de partir à l’aventure pour toujours, par la grâce et la créativité, il parvient au bout de 15 mois à s’échapper avec un autre prisonnier, le père Marin Balbi, le 31 octobre 1756. Le récit très romancé de cette évasion est rédigé par Casanova lui-même dans Histoire de ma fuite, publié à Prague en 1787, avec une précision et une connaissance des lieux parfaites, n'oubliant pas de préciser que ce fut l’unique évasion connue de la prison des Plombs.
Le 5 janvier 1757, il gagne Paris où Bernis – devenu ministre de premier plan – et les francs-maçons l’appuient (il a été initié à la franc-maçonnerie à Lyon en janvier 1750). L’histoire rocambolesque de son évasion, qu'il se plaît à narrer à chaque fois qu'il est invité chez des aristocrates, contribue beaucoup à sa célébrité et au succès de son deuxième séjour à Paris. L’aventurier y fait alors fortune en lançant une loterie royale dont le but est de financer l’École militaire sans imposer davantage les contribuables – le peuple –, loterie dont il sait, par d’habiles manœuvres et de l’audace, s’approprier la paternité et une grande part des bénéfices. Pendant six ans, il extorque de fortes sommes d'argent à la marquise d'Urfé en exploitant la crédulité de cette riche veuve dans l'alchimie et les sciences occultes. Il raconte qu'il se fait confier des missions financières par le gouvernement, grâce à la protection du duc de Choiseul : agent secret, une mission d’enquête, pour laquelle il est récompensé avec générosité, lui aurait été confiée par la France afin de juger l’état de ses navires de guerre. Imposteur, escroc et manipulateur (bien qu’il s’en défendît – dans ses écrits, il interroge : quel est l’homme auquel le besoin ne fasse faire des bassesses ?), il se vante aussi d'avoir abusé de la crédulité de la riche Madame d'Urfé en lui laissant croire qu’il était parfaitement initié aux mystères de la Kabbale. Toujours selon ses mémoires, il reçoit de Choiseul une mission importante auprès de marchands d’Amsterdam et, à son retour, mène la belle vie d'un bourgeois fortuné dans une villa meublée magnifiquement, avec chevaux, voitures, palefreniers et laquais. Après avoir perdu ses protecteurs, il investit dans une manufacture de soie peinte, sa faillite spectaculaire lui vaut d’être enfermé au For-l'Évêque, d’où il ne sort que grâce à la marquise d’Urfé.
Il raconte aussi dans ses mémoires avoir assisté à l'exécution de Robert-François Damiens, le 28 mars de la même année.
En décembre 1759, il quitte Paris pour la Hollande où il retrouve son rival le comte de Saint-Germain puis continue de parcourir l'Europe, s'introduisant dans les salons grâce aux billets de recommandation et au passeport maçonnique. C'est ainsi qu'il est reçu avec curiosité par le roi du Royaume-Uni George III, le roi de Prusse Frédéric II ou l'impératrice de Russie Catherine II sans jamais parvenir à obtenir un emploi digne de ce nom, notamment celui de conseiller de ces monarques.

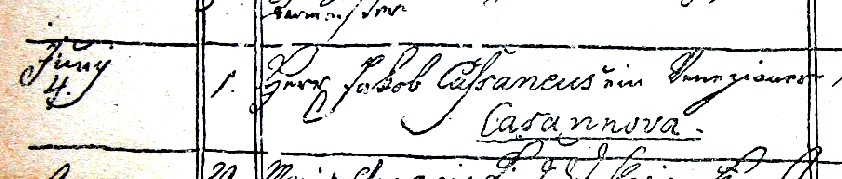
Mention de la mort de Casanova dans les archives du château de Dux.

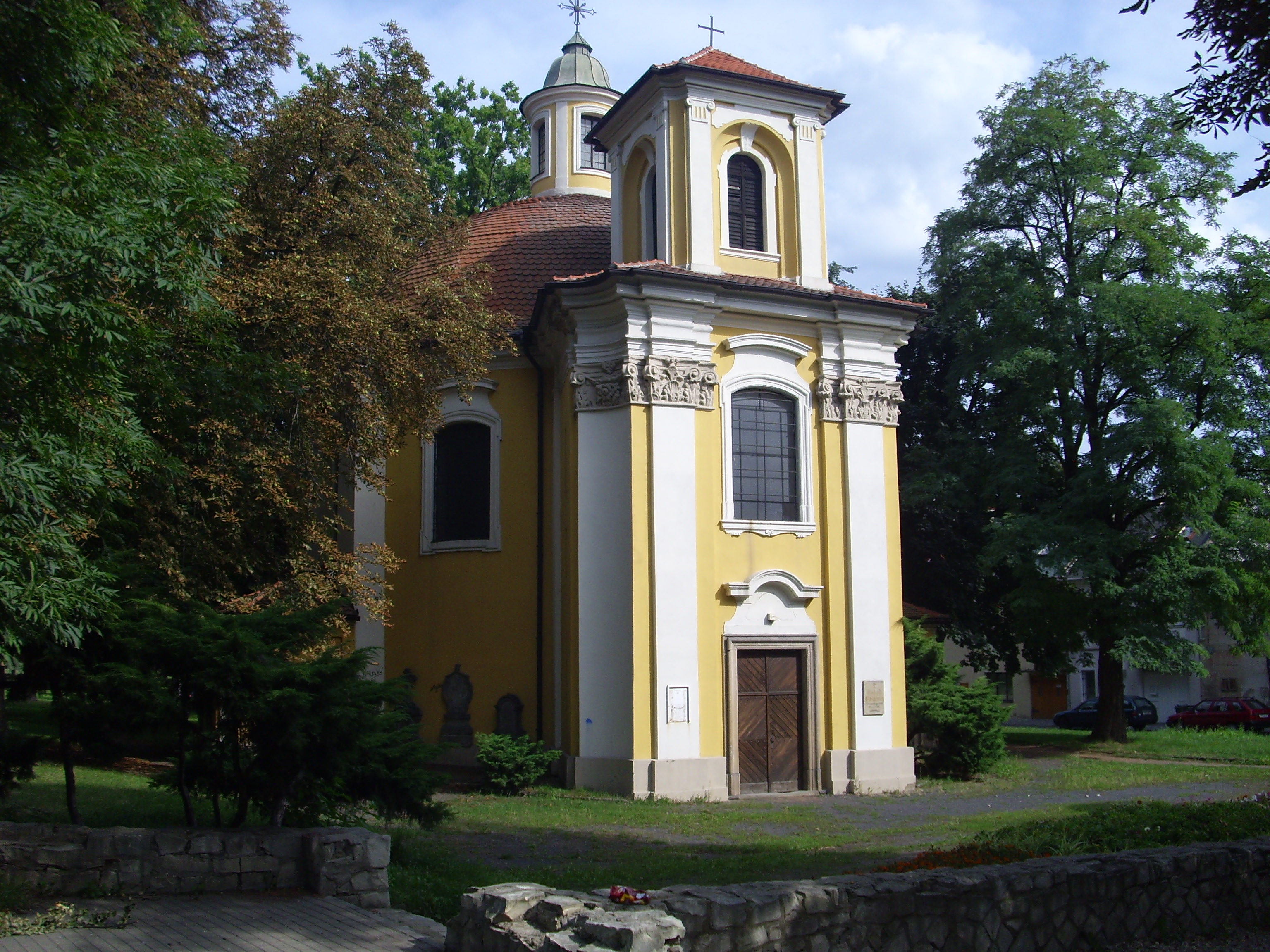
Sur la façade de l’église Sainte-Barbara de Duchcov, une plaque indique en allemand que Casanova était enterré là : JAKOB CASANOVA, VENEDIG, 1725 — DUX, 1798.

En 1766, à cause d'insultes échangées à propos d'une ballerine italienne, il se bat en duel au pistolet avec Franciszek Ksawery Branicki, sous-chambellan du roi de Pologne Stanislas II (ce qui donne à Casanova pratiquement un titre de noblesse[réf. souhaitée]). L'affrontement a lieu le 5 mars 1766 à Vola près de Varsovie. Les deux hommes sont blessés et leur aventure est relatée dans toutes les gazettes européennes. 
En 1769, il traverse le Languedoc : Perpignan, Béziers, Montpellier, Lunel et enfin Nîmes où il reste une vingtaine de jours,,. Grâce à ses supplications réitérées et ses amis vénitiens, Casanova se voit accorder le 3 septembre 1774 un sauf-conduit par les inquisiteurs de Venise qui lui permettent de retourner dans sa ville natale le 15 novembre, après 18 ans d'exil. Dans un premier temps, son retour est cordial et il est une célébrité. Il monte une petite troupe de théâtre, reçoit une petite allocation de Dandolo et espère vivre de ses écrits. De 1776 à 1782, il redevient un espion à contrecœur pour Venise. À 49 ans, les années de vie insouciante et les milliers de kilomètres de voyage ont pris leur dû. Les cicatrices de la variole, les joues creuses et le nez crochu sont devenus plus visibles. Dans une spirale descendante et à la suite d'un différend financier, Casanova, qui s'estime lésé et humilié par le marquis Spinola et les frères Grimani, écrit en août 1782 le pamphlet Ne amori ne donne, ovvero la stalla ripulita se moquant de la noblesse vénitienne. Cela lui vaut une seconde expulsion de Venise en 1783.

Contraint de reprendre ses voyages, Casanova arrive à Paris, et en novembre 1783 il rencontre Benjamin Franklin alors qu'il assiste à une présentation sur l'aéronautique et l'avenir du transport en ballon. Pendant un certain temps, Casanova sert comme secrétaire et pamphlétaire de Sebastian Foscarini, ambassadeur de Venise à Vienne. Il fait également la connaissance de Lorenzo da Ponte le librettiste de Mozart.

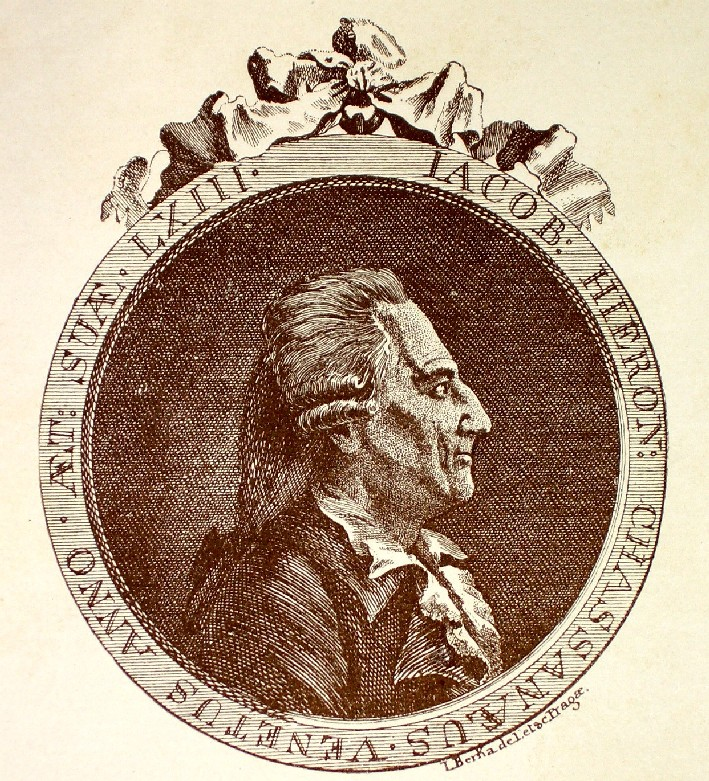
Portrait de 1788, par Johann Berka.

En février 1784, Casanova s'établit à Vienne où il devient secrétaire de l'ambassadeur de Venise. Au cours d'un dîner, il rencontre le comte Joseph Karl von Waldstein, franc-maçon féru d'occultisme qui lui propose le poste de bibliothécaire dans son château de Dux, en Bohème, où il s'installe en septembre 1785. Ses dernières années se passent tristement dans ce château de Duchcov isolé, peuplé uniquement de serviteurs mesquins qui raillent ce vieil homme en qui ils voient un personnage d'un passé révolu. Ruiné et déprimé par l'échec de son roman fantastique et philosophique Icosaméron en 1789, il se met à écrire Histoire de ma vie sur le conseil de son médecin. Fin février 1798, une crise d'apoplexie l'oblige à interrompre son travail. Malade, il reste confiné dans son modeste appartement avec, pour tout compagnon, un neveu Carlo Angiolini et la chienne Finette. Cloué dans son fauteuil Louis XV, il meurt le 4 juin 1798, à l'âge de 73 ans. Il est inhumé à la sauvette dans un petit enclos funèbre de l'église Santa Barbara de Duchcov, dans le cimetière du village (aujourd'hui remplacé par un jardin public). Personne ne se souciant de sa tombe, l'emplacement de celle-ci a disparu à la mort du comte Waldstein.  

Une légende veut que quelques mois après la Révolution française qu'il déplore, il ait décidé de revenir à Venise où il a terminé sa vie dans l'anonymat. Une autre légende veut que Casanova ait tourmenté les femmes même après sa mort : le comte Waldstein ayant fait apposer sur sa dalle funéraire une grande croix de fer, cette dernière aurait rouillé, se serait descellée et enfouie dans les herbes folles, si bien que par les nuits sans lune, les crocs de fer agrippaient au passage les jupes des dévotes terrifiées. 

## Postérité
Le souvenir des exploits de Casanova est oublié dans la tourmente révolutionnaire et les guerres napoléoniennes, comme l'atteste la biographie du prince de Ligne, Fragments sur Casanova en 1809, Giacomo Casanova étant cité comme « M. Casanova, frère du peintre » (le célèbre peintre de batailles Francesco Casanova) et frère du directeur de l'Académie de Dresde Giovanni Battista Casanova. Il est redécouvert à partir des années 1820 lors des différentes traductions d’Histoire de ma vie et la création postérieure d'une amicale de chercheurs, les casanovistes, qui se consacrent à l'étude de la vie et des œuvres de Casanova.
Le clergé, les bien pensants mais aussi des œuvres comme Le Casanova de Fellini ont fait de lui le prototype du libertin de mœurs collectionnant des conquêtes amoureuses féminines alors qu'il n'a pratiqué que le libertinage mondain de son époque et que ses écrits défendent rarement le libertinage sexuel transgressif et le libertinisme intellectuel.
En 1984 est créé L'Intermédiaire des casanovistes, revue périodique annuelle diffusée en trois langues (français, anglais, italien) dans 12 pays (Allemagne, Autriche, Belgique, Canada, Finlande, Espagne, États-Unis, France, Italie, Pays-Bas, Royaume-Uni, Suisse) comportant les recherches récentes des casanovistes et d'autres informations (colloques, expositions, pièces de théâtre, film, etc.).

## Casanova, le grand séducteur
Jeune, il est déjà entouré de jeunes femmes qu'il commence à séduire. Adolescent, il « court après les jupons ». En 1740, une servante de sa maison raconte même qu'elle a passé une nuit torride avec le jeune Casanova, âgé seulement de 15 ans d'où une expression qui lui vient en tête : « Ciel ! Un vent de liberté ». Grand séducteur, il réussit à attirer les jeunes femmes de la bourgeoisie italienne. Il émoustille ses partenaires en leur montrant la Puttana Errante, livre de fonds de toute bibliothèque érotique plus connu sous le nom de livre des postures érotiques de l'Arétin.
Quand il s'évade des Plombs, par goût du scandale, il affirme « retrouver sa fille, et l'avoir mise enceinte ». En fait, il s'agit seulement d'une petite-cousine.
Il rencontre Isabel da Glia, une jeune cuisinière espagnole, avec qui il a un enfant.
Il continue à séduire et rencontre, durant une aventure, Maria de Liattio, fille d'un ambassadeur. Il en tombe amoureux. Leur relation dure trois ans, avant sa mort.
Un livre récent de Ian Kelly, paru en 2008 et basé sur l'exploitation de fonds d’archives de villes européennes où Casanova avait vécu, mentionne que le légendaire homme à femmes Casanova aurait également maintenu plusieurs relations avec des hommes, confirmant ainsi deux allusions que Casanova lui-même fait dans son Histoire de ma vie. Le biographe a commenté « qu'il semblerait que Casanova était un homme qui, pour la sexualité comme pour la vie en général, souhaitait connaître toutes les saveurs de l'existence. »

## Un rapport ambigu à l’écriture

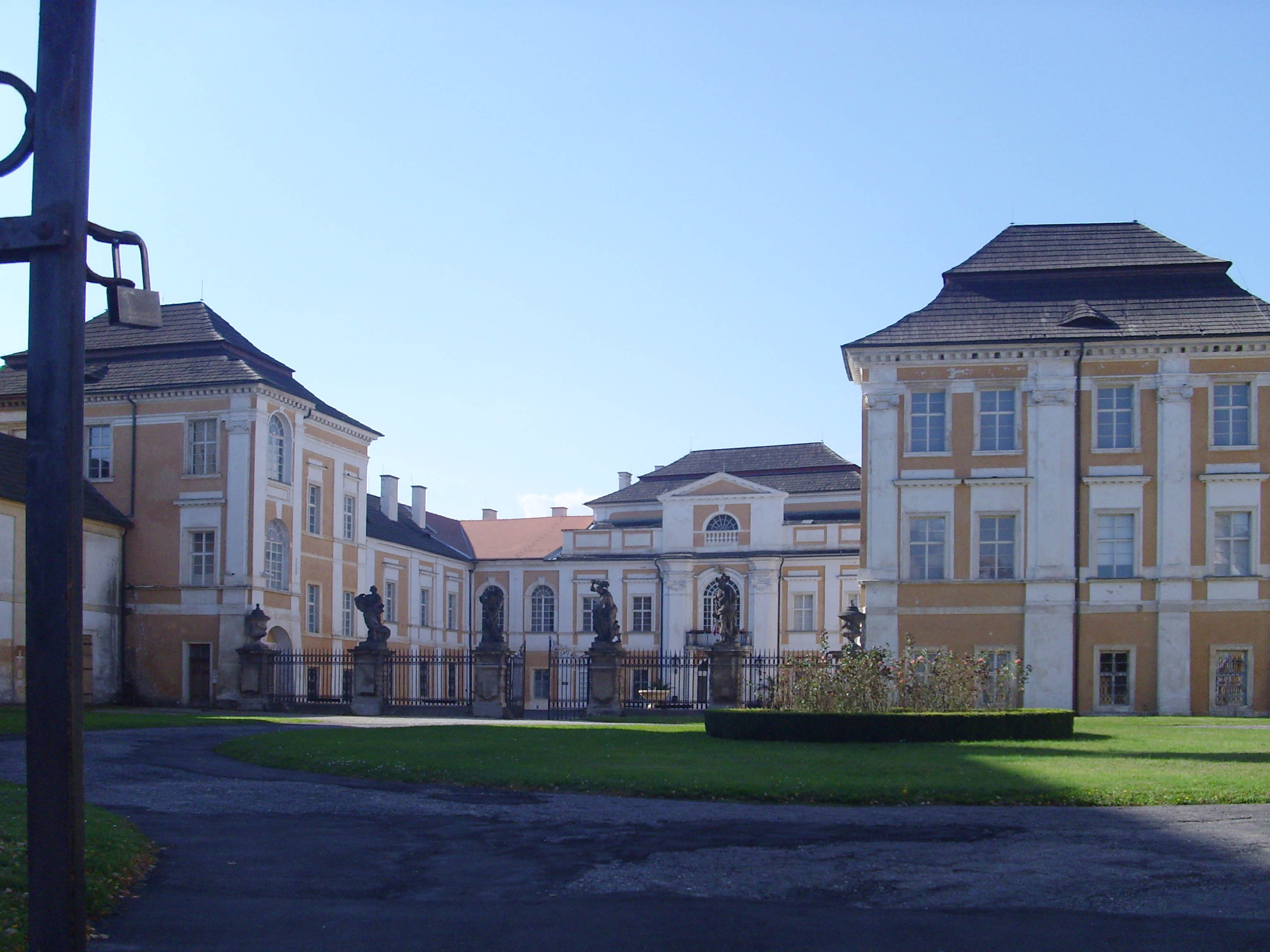
L'entrée principale du château de Duchcov.

Comme tous les aventuriers, Casanova sait se mettre en scène pour être le plus crédible et le moins suspect possible dans le cadre d’activités plus ou moins licites telles que l’espionnage ou l’escroquerie. Mais cette mise en scène a aussi un pan littéraire : en effet, à partir de 1791, Casanova se fixe à Dux en Bohème, ce qui lui permet de se consacrer pleinement à l’écriture, après n’avoir été que traducteur pendant longtemps.
Il commence alors à rédiger ses Mémoires en se mettant à nouveau en scène, et use de toute sa rhétorique libertine pour se présenter sous un jour étonnamment sincère : un égoïste forcené ne pouvant qu’avec peine devenir le grand écrivain et érudit qu’il voulait être. En effet, tout au long de sa vie, Casanova a écrit. Lors de la rédaction de ses mémoires, il brosse un portrait de la société pré-révolutionnaire en dépeignant tout aussi bien les femmes de chambre que les ministres les plus en vue, offrant ainsi un témoignage de premier plan au sujet d’une époque charnière au cours de laquelle il rencontra, entre autres, Voltaire, Goethe, Mozart, Jean-Jacques Rousseau et le pape Clément XIII.
Ses souvenirs — étudiés et confrontés aux faits historiques par les casanovistes passionnés —, bien que présentant des inexactitudes quant aux dates, semblent néanmoins avoir été rédigés sous la conduite de la bonne foi. Cependant, l’auteur a probablement embelli son propre personnage, sans en dissimuler pour autant certains aspects douteux, comme ses maladies vénériennes récurrentes, ses relations incestueuses avec sa propre fille, qu’il se complaisait à décrire — vraisemblablement une invention de toutes pièces —, ou son achat d’une paysanne de 13 ans en Russie — autre fantaisie en jouant sur le nombre d'années de « l'achetée », pour satisfaire des désirs d'un homme vieillissant. Toutefois, on ne le reconnut pas pour sa plume, mais pour ses actes, pour sa frivolité et son caractère libertin.
Dans l’admiration d’un Diderot, connu et reconnu pour ses écrits, Casanova, lui, ne parvient pas à réaliser ses aspirations, comme en témoigne l’échec retentissant suivant la publication d’Icosaméron. On peut supposer qu'il a ressenti une certaine insatisfaction vis-à-vis de ses publications, qui n'ont pas été reconnues autrement qu'en tant qu’œuvres d'un libertin, et même critiquées très vivement par une partie du public de l'époque.
Les 73 années d’existence contées par ce grand libertin regorgent d’aventures, d’anecdotes et de détails sur cette époque d’éclosion d’idées nouvelles et sur la société d’alors. Elles le sont dans un style littéraire aux tournures parfois alambiquées ou sophistiquées d’un narrateur « précieux » — d’un fat peut-être —, mais elles sont intelligibles, parfois admirables, souvent savoureuses, comme lorsque Casanova écrit avec simplicité : « je n’ai jamais dans ma vie fait autre chose que travailler pour me rendre malade quand je jouissais de ma santé, et travailler pour regagner ma santé quand je l’avais perdue ». Ses aventures galantes occupent une place primordiale dans ses mémoires : plus d’une centaine de femmes y sont évoquées en tant que « conquêtes » ; selon ce riche « don Juan », l’homme est fait pour donner, la femme pour recevoir. Ces amours sont à l’origine de bonheurs et de malheurs infinis pour l’aventurier qui jugeait que si les plaisirs sont passagers, les peines le sont aussi. Se présentant comme trop généreux pour briser la destinée de jeunes femmes qui méritaient beaucoup, trop honnête pour se plier à des mascarades amoureuses pour des raisons financières et, surtout, ne pouvant supporter l’idée de se voir enchaîné par de si puissants liens que ceux du mariage — se marier est une sottise, mais lorsqu’un homme le fait à l’époque où ses forces physiques diminuent, elle devient mortelle… —, il préfère négliger plusieurs propositions importantes de convoler en justes noces. Persuadé que pour que le plus délicieux endroit du monde déplaise, il suffit qu’on soit condamné à y habiter, Casanova parcourt l’Europe tout au long de sa vie, de Venise à Paris, Madrid ou Vienne, terminant ses jours au château de Duchcov, en Bohême, en tant que bibliothécaire écrivain du comte Joseph Karl von Waldstein après avoir obtenu une charge de chambellan auprès de l'Empereur du Saint-Empire, voyant la mort comme un monstre qui chasse du grand théâtre un spectateur attentif, avant qu’une pièce qui l’intéresse infiniment finisse. Ne pouvant plus participer à l'art de la conversation à cause de la perte de ses dents, il y rédige ses mémoires.

## Portrait de Casanova âgé par un de ses contemporains
Le contemporain, auteur de ce portrait, est le prince de Ligne dont le texte parut sous le titre Aventures dans Mémoires et mélanges historiques et littéraires. Paris, 1828, t. IV, p. 291.
Le prince de Ligne rédigea dans ses mémoires un texte plus long au sujet de Casanova :
« Ce serait un bien bel homme s’il n’était pas laid ; il est grand, bâti en Hercule, mais a un teint africain ; des yeux vifs, pleins d’esprit à la vérité, mais qui annoncent toujours la susceptibilité, l’inquiétude ou la rancune, lui donnent un peu l’air féroce, plus facile à être mis en colère qu’en gaieté. Il rit peu, mais il fait rire. Il a une manière de dire les choses qui tient de l’Arlequin balourd et du Figaro, ce qui le rend très plaisant. Il n’y a que les choses qu’il prétend savoir qu’il ne sait pas : les règles de la danse, celles de la langue française, du goût, de l’usage du monde et du savoir-vivre. Il n’y a que ses ouvrages philosophiques où il n’y ait point de philosophie ; tous les autres en sont remplis ; il y a toujours du trait, du neuf, du piquant et du profond. C’est un puits de science ; mais il cite si souvent Homère et Horace, que c’est de quoi en dégoûter. La tournure de son esprit et ses saillies sont un extrait de sel attique. Il est sensible et reconnaissant ; mais pour peu qu’on lui déplaise, il est méchant, hargneux et détestable. Un million qu’on lui donnerait ne rachèterait pas une petite plaisanterie qu’on lui aurait faite. Son style ressemble à celui des anciennes préfaces ; il est long, diffus et lourd ; mais s’il a quelque chose à raconter, comme ses aventures, il y met une telle originalité, une naïveté, cette espèce de genre dramatique pour mettre tout en action, qu’on ne saurait trop l’admirer, et que, sans le savoir, il est supérieur à Gil Blas et au Diable boiteux. Il ne croit à rien, excepté ce qui est le moins croyable, étant superstitieux sur tout plein d’objets. Heureusement qu’il a de l’honneur et de la délicatesse, car avec sa phrase, « Je l’ai promis à Dieu », ou bien, « Dieu le veut », il n’y a pas de chose au monde qu’il ne fût capable de faire. Il aime. Il convoite tout, et, après avoir eu de tout, il sait se passer de tout. Les femmes et les petites filles surtout sont dans sa tête ; mais elles ne peuvent plus en sortir pour passer ailleurs. Cela le fâche, cela le met en colère contre le beau sexe, contre lui-même, contre le ciel, contre la nature et surtout contre l’année 1725. Il se venge de tout cela contre tout ce qui est mangeable, buvable ; ne pouvant plus être un dieu dans les jardins, un satyre dans les forêts, c’est un loup à table : il ne fait grâce à rien, commence gaiement et finit tristement, désolé de ne pas pouvoir recommencer.

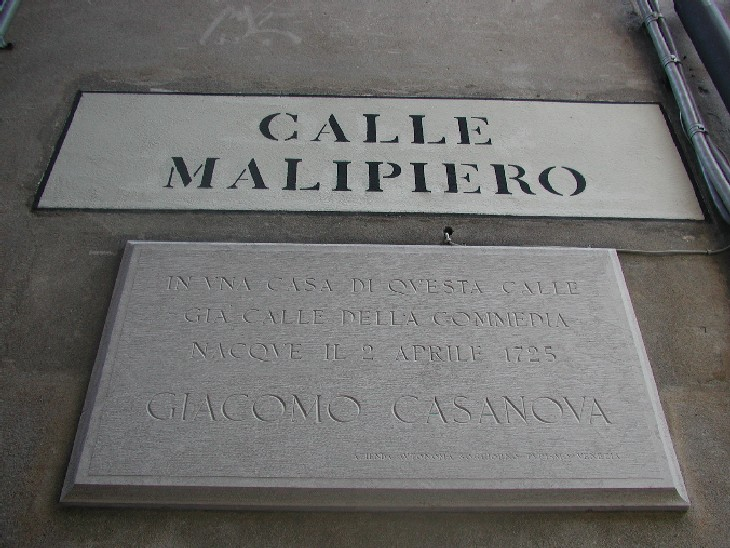
Plaque commémorative rue Malipiero.

S’il a profité quelquefois de sa supériorité sur quelques bêtes, hommes et femmes, pour faire fortune, c’était pour rendre heureux ce qui l’entourait. Au milieu des plus grands désordres de la jeunesse la plus orageuse et de la carrière la plus aventureuse et quelquefois un peu équivoque, il a montré de la délicatesse, de l’honneur et du courage. Il est fier parce qu’il n’est rien. Rentier, ou financier ou grand seigneur, il aurait été peut-être facile à vivre ; mais qu’on ne le contrarie point, surtout qu’on ne rie point, mais qu’on le lise ou qu’on l’écoute ; car son amour-propre est toujours sous les armes. Ne lui dites jamais que vous savez l’histoire qu’il va vous conter ; ayez l’air de l’entendre pour la première fois. Ne manquez pas de lui faire la révérence, car un rien vous en fera un ennemi. Sa prodigieuse imagination, la vivacité de son pays, ses voyages, tous les métiers qu’il a faits, sa fermeté dans l’absence de tous les biens moraux et physiques, en font un homme rare, précieux à rencontrer, digne même de considération et de beaucoup d’amitié de la part du très petit nombre de personnes qui trouvent grâce devant lui. »

## Œuvres
Il a laissé, entre autres ouvrages, une Histoire de sa captivité, Prague, 1788, et des Mémoires rédigés en français et publiés à Leipzig, 1826-1832, 10 vol. in-8. Ces Mémoires ont été mis à l’Index librorum prohibitorum à Rome.
- 1752 - (it) Zoroastro, tragedia tradotta dal Francese, da rappresentarsi nel Regio Elettoral Teatro di Dresda, dalla compagnia de' comici italiani in attuale servizio di Sua Maestà nel carnevale dell’anno MDCCLII. Dresde.
- 1753 - (it) La Moluccheide, o sia i gemelli rivali. Dresde
- 1769 - (it) Confutazione della Storia del Governo Veneto d’Amelot de la Houssaie, Amsterdam. Lugano.
- 1772 - (it) Lana caprina. Epistola di un licantropo. Bologne.
- 1774 - (it) Istoria delle turbolenze della Polonia. Gorizia.
- 1775 - (it) Dell’Iliade di Omero tradotta in ottava rima. Venise.
- 1779 - (it) Scrutinio del libro « Éloges de M. de Voltaire par différents auteurs ». Venise.
- 1780 - (it) Opuscoli miscellanei - Il duello - Lettere della nobil donna Silvia Belegno alla nobildonzella Laura Gussoni. Venise.
- 1781 - Le messager de Thalie. Venise.
- 1782 - (it) Di aneddoti viniziani militari ed amorosi del secolo decimoquarto sotto i dogadi di Giovanni Gradenigo e di Giovanni Dolfin. Venise.
- 1782 - (it) Né amori né donne ovvero la stalla ripulita. Venise.
- 1786 - Soliloque d’un penseur, Prague chez Jean Ferdinande noble de Shonfeld imprimeur et libraire. rééd. Allia, 1998, 60 p.  (ISBN 2-911188-68-3).
- 1787 - Histoire de ma fuite des prisons de la république de Venise qu’on appelle les Plombs. Écrite a Dux en Boheme l’année 1787, Leipzig chez le noble de Shonfeld.
  - Sous les plombs, par Jacques Casanova. Préface d'Hector Malot. Flammarion, Paris, 1894, 240 p. (lire en ligne).
- 1788 - Icosameron ou histoire d’Edouard, et d’Elisabeth qui passèrent quatre-vingts ans chez les Mégramicres habitante aborigènes du Protocosme dans l’intérieur de notre globe, traduite de l’anglois par Jacques Casanova de Seingalt Vénitien Docteur ès lois Bibliothécaire de Monsieur le Comte de Waldstein seigneur de Dux Chambellan de S.M.I.R.A., Prague à l’imprimerie de l’école normale.
- 1790 - Solution du problème deliaque démontrée par Jacques Casanova de Seingalt, Bibliothécaire de Monsieur le Comte de Waldstein, segneur de Dux en Boheme e c., Dresde, De l’imprimerie de C.C. Meinhold.
- 1790 - Corollaire a la duplication de l’Hexaedre donnée a Dux en Boheme, par Jacques Casanova de Seingalt, Dresde.
- 1790 - Démonstration géométrique de la duplication du cube. Corollaire second, Dresde.
- 1797 - À Léonard Snetlage, Docteur en droit de l’Université de Gottingue, Jacques Casanova, docteur en droit de l’Université de Padoue.
- 1860 - Mémoires de Jacques Casanova de Seingalt, écrits par lui-même. Ne quidquam sapit qui sibi non sapit. Édition originale, la seule complète. Édition bâtie sur la contrefaçon Busoni
- 1880 - Mémoires de J.Casanova De Singalt écrits par lui-même-Nouvelle édition : Garnier Frères (Paris).- 3k
- 1932 – Mémoires de J. Casanova de Seingalt, écrits par lui-même de Casanova de Seingalt - édition de 1932, 10 volumes - Paris - Javal & Bourdeaux - 200 aquarelles par Auguste Leroux, gravées par Jacomet ;
- 1960-1961 - Histoire de ma vie, F. A. Brockhaus (Wiesbaden) et Plon (Paris).

### Œuvres numérisées par Gallica
- Œuvres numérisées par Gallica